# Olenecamptus sandacanus
Olenecamptus sandacanus es una especie de escarabajo longicornio del género Olenecamptus, categorizada en la tribu Dorcaschematini, de la subfamilia Lamiinae. Fue descrita por Heller en 1923.

## Descripción
Mide 18 mm de longitud.

## Distribución
Se distribuye por Borneo.